# All The Way
All the Way es el segundo álbum de estudio de la banda estadounidense de Pop rock, Allstar Weekend, que se firmó con Hollywood Records. El álbum fue lanzado el 27 de septiembre de 2011.
El álbum está precedido por el sencillo principal, "Not Your Birthday", lanzado el 22 de marzo de 2011. El segundo sencillo del álbum, "Blame It on September", fue lanzado el 16 de agosto de 2011.

## Promoción
La canción "Not Your Birthday" (con el rapero de Youtube Anthony "Anth" Melo) fue lanzado con la película de Disney, Prom, que fue lanzada el 22 de abril de 2011.

## Listado de las canciones
A continuación se muestra la lista de canciones para el álbum.

| N.º | Título                               | Escritor(es)                                                                  | Duración |  |
| 1.  | «Mr. Wonderful»                      |                                                                               | 3:20     |  |
| 2.  | «Bend or Break»                      |                                                                               | 3:30     |  |
| 3.  | «Not Your Birthday» (featuring Anth) | John Clark, Jayce Kalinkewicz, busbee                                         | 3:27     |  |
| 4.  | «Do It 2 Me»                         | Zachary Porter, John Clark, Jayce Kalinkewicz, busbee                         | 3:20     |  |
| 5.  | «Blame It on September»              | Zachary Porter, Nathan Darmody, Mike Daly, Travis Huff, John Fields           | 3:39     |  |
| 6.  | «Sorry...»                           | Chris Fabich, Tobias Zwiefler, Mimoza Blinsson, Jonathan Rotem, Alfred Tuohey | 3:17     |  |
| 7.  | «James (Never Change)»               | Porter, James Bourne, Christopher Baran                                       | 3:44     |  |
| 8.  | «All the Way»                        |                                                                               | 3:22     |  |
| 9.  | «When I Get Paid»                    | Porter, Kalinkewicz, Clark                                                    | 3:10     |  |
| 10. | «Undercover»                         | Porter, Darmody, Daniel Wilson                                                | 3:34     |  |
| 11. | «Be There»                           |                                                                               | 2:52     |  |
| 12. | «Teenage Hearts»                     |                                                                               | 3:22     |  |

## Personal
- Voz principal – Zach Porter
- Guitarra principal, Voz – Nathan Darmody
- Bajo – Cameron Quiseng
- Batería/Percusión – Michael Martinez

## Sencillos
El primer sencillo del álbum, "Not Your Birthday", fue lanzado el 22 de marzo de 2011.
El segundo sencillo del álbum, "Blame It on September", fue lanzado el 16 de agosto de 2011.